# 원나라의 일본 원정
원나라의 일본 원정(元日戰爭)은 1274년과 1281년의 두 번에 걸쳐 원나라의 쿠빌라이 칸이 시도한 일본에 대한 군사 침공을 말한다. 당시 쿠빌라이 칸은 부마국(駙馬國) 충렬왕에게 출정을 강제로 요구하여 만든 원정연합군이 일본을 침략했으나 일본군의 완강한 방어와 도중에 만난 태풍으로 인해 실패하였다.

## 명칭
한국 및 중국의 사료에는 주로 동정(東征) 내지 정동(征東), 정일본(征日本)으로 언급된다. 한국 역사학자들은 '원나라의 일본원정(日本遠征)', 중국의 사학자들은 원일전쟁(元日战争)이라 부르고 있다.
일본측에서 해당 사건을 가리켜 부르는 원구(元寇)라는 용어는 흔히 에도 시대에 도쿠가와 미쓰쿠니 등이 편찬한 대일본사에서 처음으로 등장한 이래 18세기 長村鑒의 『몽고구기』(蒙古寇紀)、오미야야마 마사히데(小宮山昌秀)의 『원구시말』(元寇始末)、19세기의 大橋訥庵의 『원구기략』(元寇紀略) 등 한국이나 중국의 왜구에서와 같은 「구」(寇)를 사서가 등장해, 해당 사건을 가리키는 일반적인 용어로 굳어갔다. 사건이 벌어졌던 당대 및 그 시점에서 멀지 않은 가마쿠라 ・ 무로마치 시대의 일본 문헌에서는 모코 슈라이(蒙古襲来), 이조쿠 슈라이(異賊襲来), 모코 갓센(蒙古合戦), 이코쿠 갓센(異国合戦) 등으로 표기되어 등장한다. '이조쿠(異賊)'라는 호칭은 일본 이외의 외래로부터 침입해 온 세력을 가리키는데 쓰였는데 『하치만구도훈』(八幡愚童訓) 등 가마쿠라 시대 후기를 전후한 문헌에서는 도이의 입구(刀伊の入寇)나 진구 황후(神功皇后)에 의한 삼한정벌(三韓征伐) 전설에 대해서도 이 호칭을 사용하였다. 그밖에 「흉도」(凶徒)라는 호칭도 사용되었다. 또한 1274년의 1차 침공을 분에이 캇센(文永合戦)、1281년의 제2차 침공을 고안 캇센(弘安合戦)이라 부르기도 한다.

## 내용

### 제1차 원정
고려가 몽골에 굴복하게 되자 1268년에 쿠빌라이 칸은 고려를 통하여 일본에 사절을 보내 통호의 뜻을 전하고 입공을 촉구하였다. 이에 대해 일본 조정측에서는 답신을 보낼 것을 주장하였으나 싯켄(執權)이었던 호조 도키무네는 이를 거부하고 답신도 보내지 않았다. 몽고의 사절은 그 후에도 사절을 보내 왔으나 막부는 몽고의 요구를 듣지 않았다.
결국 몽골은 고려로 하여금 원정을 준비하도록 압박했고 1274년(충렬왕 1년)11월 제1차로 일본을 침략하였다. 막대한 비용이 소비되는 일이었지만 고려로서는 반대할 수 없었다. 원나라의 강압으로 꾸린 원정군은 원나라의 흔도과 고려의 김방경(金方慶)이 사령관으로 지정되어 9백 척 함선에 총 4만의 군사를 거느리고 고려를 출발하여 10월 5일에 쓰시마(對馬), 10월 14일에 이키(壹岐)를 습격하고, 규슈의 하카타항에 도착, 히라도(平戶)·다카시마(鷹島)의 마쓰우라(松浦)의 본거지를 전멸시켰으나 전투 내내 태풍으로 인해 지속적인 피해를 입었고, 강남군의 지연 도착으로 군사 작전에 큰 차질이 생긴 연유로 하여 다음날 퇴각하였다. 개국을 목표로 1차 군사적 조치를 통한 압박에 목적이 있었다는 게 일반적 견해다.

### 제2차 원정
제2차 원정은 1281년(충렬왕 7년)에 행했다. 고려를 거쳐 가는 동로군(東路軍)은 함선 900, 병원(兵員) 4만, 강동군(江東軍)은 함선 3,500, 병원 10만이었다.
그러나 이번에도 태풍으로 인하여 실패하고 말았다. 여기에는 물론 해상의 기후에 대한 인식의 결핍에도 원인이 있었지만, 동시에 당시 일본의 정권을 쥐고 있던 가마쿠라 막부의 완강한 저항과 일본 정벌에 전력을 기울일 수 없던 원의 국내 사정에도 원인이 있었다.

### 3차 정벌 준비
3차 정벌도 준비 했으나 남송에서 반란이 일어나 도중에 계획이 무산되었다.

## 결과
고려
두 차례에 걸친 원정에 강제 동원된 고려는 막대한 피해를 입었으며, 농민들이 이 새로운 동원으로 입은 참상은 형언키 어려운 것이었다. 목선이나 무기에 동원된 자원도 엄청나서 여몽전쟁에 시달린 고려 백성에게 더욱 큰 부담이 되었으며, 원정 도중 징발된 많은 고려 백성이 원정 도중 만난 태풍으로 인해 사망해서 인적 손실 또한 막대하였다. 무엇보다도, 원나라가 일본정벌을 위해 설치한 정동행중서성은 고려의 내정을 간섭하는 기구로 변하였고, 1356년(공민왕 5) 반원(反元)정책을 추진하면서 폐지하게 될 때까지 고려를 압박하였다. 특히 속관(屬官)으로 존재한 이문소는 고려에 존재했던 부원세력(附元勢力)의 이익을 대변하는 기구로 변했다.
 일본
원정군의 공격과 미나모토노 가문 후손 단절로 인해 일본도 민심이 흔들리고 전쟁으로 가마쿠라 막부 정권이 쇠퇴하면서 세력이 분열되어 남북조 시대로 넘어가는 중대한 계기가 되었다. 또한 일본으로서는 최초로 받은 외부세력의 대규모 공격이었다.

## 참고 문헌
- 연민수 (1998). 《일본역사》. 보고사. ISBN 89-86142-81-3.

## 같이 보기
- 원 지배기
- 쿠빌라이
- 여몽전쟁
- 김방경